# صغر الشفاه
صغر الشفاه Microcheilia يعتبر من التشوهات الخلقية. صغر الشفاه يعني أن هنالك صغر غير طبيعي في حجم الشفاة. هناك الكثير يعانون من صغر الشفاه وخاصةً الفتيات، هناك من يلجأ إلى العمليات التجميله لتكبير الشفاه، وهناك من يلجأ بستخدام الحقن لتكبير حجم الشفه. تصلب الجلد الجهازي يمكن أن يتسبب في تعرض منطقة الفم إلى الانكماش والتصلب، والذي يمكن أن يعوق المضغ، التظيف بالفرشاة، استخدام الخيط الطبي، وعمل الأسنان.

## الأسباب
( micro  نموذج يجمع بين معنى صغيرة -stomia + جامعا بين معنى الفم = (غير طبيعي) ("فم صغير") هو علامة طبية للعديد من المتلازمات مثل القحفية الوجهية، بما في ذلك متلازمة فريمان-شيلدون ومتلازمات شيلدون هول (أو اعوجاج المفاصل القاصي الخلقي المتعدد). قد تظهر مع ميزة صفير الوجه، كذلك، كما هو الحال في متلازمة فريمان-شيلدون. في هذه المتلازمة، فإنه تضعف التغذية وربما تتطلب جراحات فموية متكررة (وتسمى بضع الصوار) لتحسين الوظيفة.
ويمكن أيضا أن يكون سمة من سمات تصلب الجلد الجهازي.

## العلاج
في السنوات الأخيرة، تم تطوير التقنيات المحسنة للجراحة التجميلية، وهذة التطورات اتت أكلها في فوائد أخرى منها علاج صغر حجم الشفاه واللتي تتسبب في مشاكل نفسيه للمرأة.
خلال 1900s في وقت مبكر، أصبحت الخدمة الكهربائية متاحة لمعظم الأميركيين. من ناحية أخرى، تم إدخال الغسول والمواد الكاوية الأخرى في العديد من المنازل بوصفها منظفات منزلية. من قبيل الصدفة، لوحظ صغر الفم بسبب الحروق العرضية، وتندب لاحقا حول الفم تؤثر على عدد متزايد من الأطفال.